# Jean Harlow
Jean Harlow (tên khai sinh là Harlean Harlow Carpenter, sinh ngày 3 tháng 3 năm 1911 – mất ngày 7 tháng 6 năm 1937) là một nữ diễn viên Mỹ và là một biểu tượng sex của thập niên 1930.
Sau khi ký hợp đồng với Howard Hughes, Jean Harlow lần đầu tiên xuất hiện trong phim Hell's Angels (1930), tiếp theo đó là hàng loạt các bộ phim cực kỳ thành công, trước khi ký hợp đồng với Metro-Goldwyn-Mayer (MGM) năm 1932. Harlow trở thành nữ diễn viên hàng đầu của MGM, là nữ chính trong một loạt phim như Red Dust (1932), Dinner at Eight (1933), Reckless (1935) và Suzy (1936). Những ngôi sao thường xuyên hợp tác với bà là William Powell, Spencer Tracy và đóng 6 phim với Clark Gable.
Jean Harlow nhanh chóng vượt qua những đồng nghiệp cùng thời là Joan Crawford và Norma Shearer. Bà trở thành một trong những ngôi sao lớn nhất thế giới những năm 30, có biệt danh là "Blond Bombshell", "Platinum Blonde" và "Laughing Vamp".
Bà mất vì bị suy thận ở tuổi 26 khi đang quay bộ phim Saratoga năm 1937.
Năm 1999, Jean Harlow được Viện phim Mỹ vinh danh trong số những ngôi sao điện ảnh vĩ đại nhất mọi thời đại, vị trí thứ 22.

## Thời niên thiếu
Tên thật của Jean Harlow là Harlean Harlow Carpenter, sinh tại Kansas, Missouri, Mỹ. Cha cô, ông Mont Clair Carpenter (1877-1974) là một bác sĩ nha khoa. Mẹ cô, bà Jean Poe Carpenter là con gái của một nhà môi giới bất động sản giàu có. Tuy nhiên, cuộc hôn nhân của bố mẹ Harlow lại không hạnh phúc.
Harlean còn được gọi là "Baby", cái tên này về sau đã gắn bó với cô suốt cuộc đời. Cô được biết đến lúc mới 5 tuổi, khi tham gia Miss Barstow's Finishing School for Girls ở Kansas. Vì biết mẹ mình có một cuộc hôn nhân không hạnh phúc nên về sau dù đã trở thành một minh tinh nổi tiếng, Harlean vẫn luôn gần gũi với mẹ. Và mẹ cô cũng luôn chăm sóc và bảo vệ con gái. Năm 1922, bà Jean đã đệ đơn ly hôn cùng với việc đòi quyền chăm sóc Harlean và đã được chấp thuận.
Năm 1923, bà Jean cùng Harlean chuyển đến Hollywood với mong muốn trở thành một diễn viên. Khi ấy bà đã 34 tuổi, quá già để bắt đầu sự nghiệp diễn xuất - việc thường được giao cho những cô gái trẻ. Harlean học tại trường Hollywood dành cho nữ và đã gặp được Douglas Fairbanks, Jr., Joel McCrea, và Irene Mayer Selznick. Tài chính cạn kiệt, Harlean bỏ học năm 1925, bà Jean trở về Kansas và ông ngoại cô bắt ép mẹ cô phải quay về nhà nếu không sẽ đoạn tuyệt quan hệ. Vài tuần sau đó, ông ngoại đã gửi Harlean đến trại Cha-Ton-Ka ở Michigamme, Michigan, khi đó cô đã bị sốt tinh hồng nhiệt. Bà Jean biết chuyện bèn đến Michigan nhưng không thể gặp được con gái mình.

## Sự nghiệp

### 1927-29: Kết hôn và bắt đầu sự nghiệp
Năm 1926, Harlean tham gia một buổi lễ hội ở trường Ferry Hall (nay là học viện Lake Forest) ở Lake Forest, Illinois. Một người bạn đã giới thiệu cho cô Charles "Chuck" McGrew, con trai một gia đình giàu có. Hai người đã nhanh chóng kết hôn. Mẹ cô, bà Jean cũng kết hôn với Marino Bello và Harlean không có mặt.
Ngay sau đám cưới, Harlean và chồng chuyển từ Chicago đến Beverly Hills. Sau 21 tháng kết hôn, Charles McGrew nhận được một khối tài sản khổng lồ. Năm 1928, cặp vợ chồng chuyển đến Los Angeles sau khi đã giải quyết xong căn nhà ở Beverly Hills. McGrew thì suốt ngày rượu chè và còn ngăn cản Harlean theo đuổi sự nghiệp. Vì những bất hòa trong mối quan hệ nên họ đã ly hôn vào năm 1929.
Ở Los Angeles, Harlean kết bạn với Rosalie Roy, một nữ diễn viên trẻ triển vọng. Một hôm, Roy đã nhờ Harlean đưa đến Fox Studios. Ở đây, Harlean đã được CEO của Fox Studios chú ý nhưng cô lại không quan tâm. Sau đó, Harlean còn nhận được một lá thư giới thiệu đến Central Casting. Roy thấy vậy liền đặt cược là Harlean không dám đi. Vì không muốn thua, Harlean đã đến Central Casting và ký kết với cái tên của mẹ cô thời trẻ, Jean Harlow.
Jean Harlow xuất hiện trong bộ phim đầu tiên, Honor Bound và được trả 7 USD/ ngày. Sau đó, cô tham gia nhiều vai nhỏ trong những bộ phim Moran of the Marines (1928), This Thing Called Love (1929), Close Harmony (1929), và The Love Parade (1929).

### 1929-32: Đột phá trong sự nghiệp
Cuối năm 1929, Jean được James Hall, một diễn viên trong phim Hell's Angels của Howard Hughes phát hiện. Howard Hughes lúc này đang cần một diễn viên thay thế Greta Nissen. Sau khi làm xong một bài kiểm tra ngắn, Harlow đã được nhận vào đoàn làm phim.
Ngày 24 tháng 10 năm 1929, Howard Hughes đã ký hợp đồng 5 năm với Jean Harlow với giá 100 USD/ tuần. Sau khi công chiếu, Hell's Angels đã trở thành bộ phim có doanh thu cao nhất năm 1930 (vượt qua cả phim Anna Christie của Greta Garbo). Bộ phim này đã giúp Harlow nổi tiếng toàn thế giới. Năm 1931, Jean Harlow xuất hiện với vai nhỏ trong phim City Lights của Charlie Chaplin, nhưng đoạn phim đó về sau đã bị cắt bỏ.
Không có dự án nào mới cho Harlow nên Howard Hughes đã để cô đến New York, Seattle và Kansas để quảng bá cho Hell's Angels. Năm 1931, Howard Hughes đã cho các hãng phim khác "mượn" Harlow. Cô nhanh chóng gây được nhiều chú ý khi tham gia bộ phim The Secret Six, với Wallace Beery với Clark Gable; Iron Man, với Lew Ayres và Robert Armstrong; The Public Enemy với James Cagney. Mặc dù những bộ phim này thành công nhưng diễn xuất của Harlow lại bị các nhà phê bình chê. Ngay sau đó, Howard Hughes đã để cô đi du lịch để tránh áp lực dư luận.
Harlow tiếp tục tham gia bộ phim Platinum Blonde (1931) với Loretta Young. Bộ phim ban đầu có tên là Gallagher, sau đã được đổi để ủng hộ Harlow. Nhiều fan nữ còn nhuộm tóc bạch kim để giống như Jean Harlow.
Bộ phim tiếp theo của cô là Three Wise Girls (1932) đóng với Mae Clark và Walter Byron. Paul Bern, giám đốc của MGM đã "mượn" Harlow đóng phim The Beast of the City (1932) cùng với Walter Huston.

### 1932-36: Minh tinh của MGM
Paul Bern, lúc này đang có quan hệ tình cảm với Jean Harlow, đã nói chuyện với Louis B. Mayer về việc mua lại hợp đồng của cô với Howard Hughes nhưng Mayer không đồng ý. Bern đành đưa ra đề nghị với Irving Thalberg, một nhà sản xuất của MGM và đã được đồng ý. MGM đã chính thức mua lại hợp đồng của Howard Hughes với giá 30.000 USD. Ngày 20 tháng 4 năm 1932, Jean Harlow chính thức trở thành diễn viên của MGM.
Năm 1932, Jean tham gia bộ phim Red-Headed Woman và nhận được 1250 USD mỗi tuần. Cô tiếp tục đóng phim Red Dust, bộ phim thứ 2 đóng cùng Clark Gable. Hai người hợp tác rất ăn ý và đã đóng cùng nhau 6 phim. Cô cũng đóng cặp nhiều lần với Spencer Tracy và William Powell.
Trong quá trình đóng Red Dust, Paul Bern, người vừa kết hôn với Jean 2 tháng đã bị bắn chết tại nhà riêng của họ, tạo ra một vụ bê bối lớn và Harlow bị nghi là hung thủ. Nhưng sau đó, cảnh sát đã đưa ra kết luận, Bern chết do tự tử. Sau cái chết của Paul Bern, MGM đã để Jean Harlow kết hôn với nhà quay phim Harold Rosson. Và họ đã lặng lẽ ly hôn sau 8 tháng.
Năm 1933, nhận thấy sự thành công của cặp đôi Harlow-Gable nên đã tái hợp họ trong Hold Your Man (1933). Cùng năm đó, Jean cũng đóng với Wallace Beery trong Dinner at Eight và Bombshell với Lee Tracy.
Jean Harlow cũng liên tiếp thành công với những bộ phim The Girl from Missouri (1934 với Lionel Barrymore và Franchot Tone), China Seas (1935, với Clark Gable và Wallace Beery), Wife vs. Secretary (1936 với Clark Gable và Myrna Loy).
Từ năm 1933 trở đi, Jean Harlow thành công với những bộ phim đạt doanh thu phòng vé cao. Tầm ảnh hưởng của cô làm mờ nhạt những minh tinh cùng thời như Greta Garbo, Joan Crawford, Norma Shearer, và Luise Rainer.

## Qua đời
Theo công bố của cảnh sát thì Paul Bern (người chồng thứ hai của Harlow) đã tự tử. Khi kết hôn với Harlow, chồng cô đã 42 tuổi và những bí mật tệ hại của anh đã bị vạch trần trong đêm tân hôn. Bern bị liệt dương.
Harlow đã nhạo báng anh trong khi say rượu, và không chịu được, anh đã vật cô xuống sàn nhà, đánh đập rất dã man khiến Harlow bị tổn thương nặng ở thận. 5 năm sau cô qua đời khi mới ở tuổi 26 và cũng giống như chồng, cái chết của cô đến giờ vẫn là một điều bí ẩn.

## Các phim tham gia
| Features | Features               | Features                                   | Features      |
| Năm      | Phim                   | Vai diễn                                   | Ghi chú       |
| -------- | ---------------------- | ------------------------------------------ | ------------- |
| 1928     | Honor Bound            |                                            | Chưa xác định |
| 1928     | Moran of the Marines   |                                            | Chưa xác định |
| 1929     | New York Nights        | Party Guest                                | Chưa xác định |
| 1929     | This Thing Called Love |                                            | Chưa xác định |
| 1929     | Fugitives              |                                            | Chưa xác định |
| 1929     | Why Be Good?           |                                            | Chưa xác định |
| 1929     | Close Harmony          |                                            | Chưa xác định |
| 1929     | The Saturday Night Kid | Hazel                                      | Chưa xác định |
| 1929     | The Love Parade        | Lady-in-Waiting                            | Chưa xác định |
| 1929     | Weak But Willing       |                                            | Chưa xác định |
| 1930     | Hell's Angels          | Helen                                      |               |
| 1931     | City Lights            | Extra in restaurant scene                  | Chưa xác định |
| 1931     | The Secret Six         | Anne Courtland                             |               |
| 1931     | The Public Enemy       | Gwen Allen                                 |               |
| 1931     | Iron Man               | Rose Mason                                 |               |
| 1931     | Goldie                 | Goldie                                     |               |
| 1931     | Platinum Blonde        | Anne Schuyler                              |               |
| 1931     | Beau Hunks             | Jeanie-Weenie (trong ảnh)                  | Chưa xác định |
| 1932     | Three Wise Girls       | Cassie Barnes                              |               |
| 1932     | The Beast of the City  | Daisy Stevens, còn gọi là Mildred Beaumont |               |
| 1932     | Red-Headed Woman       | Lillian 'Lil'/'Red' Andrews Legendre       |               |
| 1932     | Red Dust               | Vantine                                    |               |
| 1933     | Hold Your Man          | Ruby Adams                                 |               |
| 1933     | Dinner at Eight        | Kitty Packard                              |               |
| 1933     | Bombshell              | Lola Burns                                 |               |
| 1934     | The Girl from Missouri | Eadie                                      |               |
| 1935     | Reckless               | Mona Leslie                                |               |
| 1935     | China Seas             | Dolly 'China Doll' Portland                |               |
| 1936     | Riffraff               | Hattie                                     |               |
| 1936     | Wife vs. Secretary     | Whitey                                     |               |
| 1936     | Suzy                   | Suzy                                       |               |
| 1936     | Libeled Lady           | Gladys                                     |               |
| 1937     | Personal Property      | Crystal Wetherby                           |               |
| 1937     | Saratoga               | Carol Clayton                              |               |